# 全国米麦改良協会
一般社団法人全国米麦改良協会（ぜんこくべいばくかいりょうきょうかい）は、日本における米麦の生産・供給・品質向上・流通などに関する農林水産省管轄の一般社団法人。

## 組織
所在地
東京都千代田区紀尾井町3番29号
会長
渡辺好明（元内閣総理大臣補佐官、農林水産省 OB）
事業
振興、助成・給付

## 目的・事業

### 目的
米麦の生産及び品質の向上とその流通の円滑化等に関する事業を行い、国民の主要な食糧の需要に応じた安定的供給を図り、あわせて国の食糧行政に寄与すること。

### 事業
- 米麦の優良品種の普及、種子更新等の推進
- 米麦の栽培技術、乾燥調製等の研修
- 国内産麦の生産技術の改善等に関する優良農家等の表彰
- 米麦改良事業についての調査研究
- 麦の入札等の民間流通麦の円滑な促進に資するための事業
- 農産物検査規格上規格外となった国内産麦の流通の円滑化に資するための事業
- その他この法人の目的を達成するために必要な事業

### 組織
全国米麦改良協会の会員組織として、各道府県に個別の米麦改良協会（「各県協会」、一般社団法人北海道米麦改良協会、山形県産米改良協会連合会、一般社団法人兵庫県農作物改良協会など）があり、その経費の一部を助成している。